# Karan und Arjun
Karan Arjun (Hindi: करन अरजुन, Urdu: کرن اَرجُن) ist ein indischer Film von Rakesh Roshan aus dem Jahr 1995.

## Handlung
Karan und Arjun leben mit ihrer Mutter Durga auf dem Land und wissen nicht, dass der Landbesitzer ihr Großvater ist. Erst als er im Sterben liegt, erfahren sie die Wahrheit: sein Sohn hat Durga gegen seinen Willen geheiratet, deswegen hat er Durga und ihre Söhne nie akzeptiert. Nach dem Tod seines Sohnes warf er sie aus dem Haus und wollte nichts von ihnen hören. Nun bittet er Durga um Vergebung und will sein Vermögen seinen Enkeln vererben. Doch plötzlich taucht Durjan Singh auf und bestreitet seinen letzten Wunsch. Er erzählt, dass er der Mörder Durgas Mannes ist, und tötet schließlich den Alten, um sein Land zu erben. Durga und ihre beiden Söhne lässt er frei. Doch dann überlegt er es sich anders und befiehlt seinen Leuten Karan und Arjun zu töten, damit sie sich später an ihn nicht rächen.
Als Durgas Bitten, Karan und Arjun zurück ins Leben zu bringen, von der Göttin Kali gehört werden, werden die beiden in verschiedenen Familien wiedergeboren. Karan als Ajay, der Boxer wird und für Saxena, Dhurjan Singhs kriminellen Geschäftspartner arbeitet, und Arjun als Vijay, der sich mit Pferden beschäftigt und sich in Sonia, Saxenas Tochter, verliebt, die Dhurjan Singhs Schwiegertochter werden soll, indem sie dessen Sohn ehelicht.
Bei diversen Begegnungen erkennen Ajay und Vijay, dass sie Karan und Arjun sind, und sie kehren zu ihrer Mutter Durga in Malakhera (einem Ort in Rajasthan) zurück, um sich an Dhurjan Singh zu rächen.

## Auszeichnungen
- Filmfare Award – Bester Schnitt
- Filmfare Award – Beste Kung-Fu Szenen
- Star Screen Award – Beste Musik